# Babysitter Wanted
Babysitter Wanted is een Amerikaanse horrorfilm uit 2008 onder regie van Jonas Barnes en Michael Manasseri. Barnes schreef ook het verhaal. Babysitter Wanted won de publieksprijs op het Neurenberg Weekend of Fear 2008.

## Verhaal

### Proloog
Rebecca Miller ligt vastgebonden op een tafel. Ze heeft alleen een slip en haar beha aan. Haar lijf is met een stift verdeeld in vakken. Ze spert haar ogen wijd open naar de man die haar vastgebonden heeft, waarna hij haar schedel inslaat met een hamer.

### Hoofdlijn
De achttienjarige, kuis en religieus opgevoede Angie Albright verhuist van het huis van haar moeder Linda naar een woning op een campus, bij de school waar ze gaat studeren. Ze betrekt een kamer die ze moet delen met medestudente Erica. Die vertelt haar dat haar bed weg is omdat haar vorige kamergenoot dat heeft meegenomen. Wanneer ze samen een nieuw zoeken, treft Angie  een advertentie aan waarin wordt gevraagd om een babysitter. Ze belt en mag langskomen. Zo maakt ze kennis met Jim en Violet Stanton en hun zoontje Sam. Ze wonen op een afgelegen boerderij en zitten midden in een verbouwing. Sam is zwijgzaam en gekleed in een cowboypak en -hoed. Violet vertelt dat hij daar zo gek op is dat hij er het liefst ook in zou slapen. De kennismaking verloopt naar tevredenheid en de Stantons vragen Angie om op vrijdagavond op Sam te komen passen.
Nadat Angie op het schoolterrein Rick tegen het lijf loopt, komt ze hem opnieuw tegen bij de plaatselijke kerk. Ze gaan samen een ijsje eten en kunnen het goed met elkaar vinden. Angie is niet helemaal op haar gemak op de campus omdat ze het gevoel heeft dat iemand haar achtervolgt. Wanneer ze ook nog een opsporingsposter van de vermiste Rebecca Miller op haar kamerdeur vindt, doet ze melding bij de politie. Agent Dinneli probeert haar gerust te stellen.
Wanneer Angie op vrijdag naar de Stantons wil rijden, start haar auto niet. Rick biedt daarom aan haar te brengen en weer op te halen. Nadat de Stantons vertrekken, gaat Angie in de bank zitten met een studieboek. Ze wordt afgeleid doordat de telefoon steeds gaat. Iedere keer dat ze opneemt, zwijgt de beller. Ook denkt ze geluiden om het huis te horen. Angie belt daarom naar Dinneli, die toezegt dat hij langs zal rijden om de boel te controleren.
Sam wordt hongerig wakker. Violet heeft Angie verteld dat hij een speciaal dieet heeft en dat er aparte bakjes voor hem in de koelkast staan. Deze blijken gevuld met rood vlees. Angie vindt het apart, maar volgens Sam klopt het. Hij eet het vlees met smaak op. Nadat Angie terugkeert van weer een telefoontje, is Sam van tafel verdwenen. Ze probeert hem terug te vinden, maar haar zoektocht wordt verstoord door een man die de voordeur intrapt. Angie houdt zich in eerste instantie verscholen, maar zodra ze daar kans toe ziet, valt ze hem aan met een golfclub. De man raakt bewusteloos nadat ze ook nog een vaas op zijn hoofd kapotgooit. Angie vindt Sam terug in de schuur. Ze moet het huis opnieuw in om autosleutels te zoeken. De man komt bij en grijpt haar, maar gooit haar opzij en richt zich op Sam. Angie voorkomt dat hij de jongen kan wurgen door hem weer bewusteloos te slaan met de golfclub. Doordat dit keer zijn jas openvalt, ziet ze dat hij een priesterboord draagt. Tijdens de worsteling is Sams cowboyhoed afgevallen. Angie ziet op dat moment voor het eerst zijn hoofd zonder de cowboyhoed. Er steken twee hoorns onder zijn haar uit. Op datzelfde moment komen Jim en Violet thuis. Ze herkennen de geestelijke als priester Nicoletta en dachten hem te hebben vermoord in Roemenië. Hij blijkt niet de eerste te zijn die achter Sam aankomt. Jim snijdt zijn keel door en slaat Angie bewusteloos.
De Stantons besluiten te verdwijnen naar Colorado. Violet gaat hun spullen inpakken terwijl Jim Sams maaltijden voorbereidt. Hiervoor hebben ze een jonge blonde vrouw ontvoerd en meegenomen in de kofferbak van hun auto. Angie is bestemd als andere helft van zijn voedsel. Wanneer ze bij bewustzijn komt, zit ze aan handen en voeten gebonden in de schuur. Jim legt voor haar ogen de verdoofde blonde vrouw op een tafel. Hij vertelt haar dat Sam alleen vrouwenvlees eet en enkel dat van 'nette' meisjes. Hij verdeelt het lichaam van de blondine met een stift in vakken en slaat daarna haar schedel in met een hamer. Vervolgens hangt hij haar ondersteboven aan een haak en snijdt hij haar keel door om haar leeg te laten bloeden. Wanneer dit is gebeurd, snijdt hij haar aan stukken en stopt hij die in porties in plastic zakken. Jim legt Angie uit dat zij ook niet wisten dat Sam de zoon van de duivel was toen ze hem kregen. Hij verontschuldigt zich voor wat hij met haar gaat doen en belooft het zo pijnloos mogelijk te maken.
Net op het moment dat Jim Angies schedel in wil slaan, hoort hij de sirene van een politiewagen voor de voordeur. Dinneli komt kijken naar aanleiding van Angies telefoontje. Jim gaat met Violet naar buiten om hem af te poeieren. Hij vertelt de politieman dat Angie een half uur eerder naar huis is gegaan. Dinneli gaat akkoord en stapt weer in zijn wagen, maar laat toch de kentekenplaat natrekken van een auto die bij de Stantons voor de deur staat. Angie heeft intussen de dolk te pakken gekregen die Nicoletta eerder liet vallen. Ze doet of ze nog vastgebonden is wanneer Jim terugkomt, maar steekt hem in zijn been zodra hij bij haar is. Terwijl Jim naar haar op zoek gaat, verstopt Angie zich op het erf. Hierbij vindt ze het lichaam van Rick, die haar op zou halen. Ze probeert het erf af te rennen, maar Jim haalt haar in met een quad en slaat haar bewusteloos.
Jim brengt Angie opnieuw naar de schuur. Voor hij toe kan slaan, neemt de terugkeerde Dinneli hem onder schot. Die wordt op zijn beurt gevloerd wanneer Violet hem met een bijl in zijn rug slaat. Angie maakt van het moment gebruik om de afgeleide Jim een priem in zijn borst te steken. Vervolgens grijpt ze Dinneli's gevallen geweer en schiet daarmee eerst Violet en daarna Jim dood. Angie en Dinneli gaan samen naar zijn auto. Daar verschijnt Sam, die de politieman met een mes in zijn keel steekt. Angie vlucht de auto uit en verstopt zich in de schuur. Sam vindt haar en steekt haar met een mes. Wanneer hij opnieuw op haar afkomt, gaat hij met zijn schoen op een haak staan. Angie trekt aan het daaraan bevestigde touw en hangt Sam zo ondersteboven op. Daarna slaat ze hem bewusteloos met een schop.
Er arriveren politieagenten die Angie bewusteloos in de wagen van Dinneli vinden. Wanneer ze bijkomt, ligt ze in een bed in het ziekenhuis. Aan haar bed staan een dokter, een politieagent en Rick, met een verband boven zijn oog. Hij was niet dood, alleen buiten bewustzijn. De agent wil haar een vraag stellen. Ze hebben op de boerderij namelijk de dode Jim en Violet gevonden en ook de resten van twintig dode vrouwen begraven in de tuin, maar geen spoor van Sam.

### Epiloog
Een blonde vrouw hangt een advertentie op waarin ze om een babysitter vraagt. Ze heeft Sam bij zich en trekt zijn pet wat strakker naar beneden. Angie en Rick vinden Nicoletta's dolk op het veld voor het huis van de Stantons en nemen die mee. Een hand scheurt een stukje papier met een telefoonnummer van de advertentie voor een babysitter.

## Rolverdeling
- Sarah Thompson - Angie Albright
- Bruce Thomas - Jim Stanton
- Kristen Dalton - Violet Stanton
- Kai Caster - Sam Stanton
- Matt Dallas - Rick
- Nana Visitor - Linda Albright
- Monty Bane - Father Nicoletta
- Douglas Rowe - Professor
- Jillian Schmitz - Erica
- Brett Claywell - Hal
- Bill Moseley - Chief Dinneli
- Jeff Markey - Deputy Connor
- Tina Houtz - Rebecca Miller